# Pečurka
Pečurka, livadska pečurka, rudnjača, pečurica, grkalj ili pečurva (lat. Agaricus campestris) je jestiva i ukusna gljiva iz porodice lističarki (Agaricaceae). Gljiva je dosta promjenjiva i varijabilna te ju je lako zamijeniti s drugim gljivama iz roda Agaricus Neke se vrste ovog roda i uzgajaju. Klobuk je bijele boje, promjera od 4 do 8 cm, dok su listići s donje strane kod mladih gljiva ružičaste, a kod starijih čokoladno smeđe boje. Prsten na stručku je mekan i lako se skida. Gljiva raste isključivo na livadama i pašnjacima.

## Opis
- Klobuk pečurke je širok od 5 do 12 centimetara, bijel, pahuljasto svilenkast ili malko smeđast, a ponekad čehav, mesnat; najprije polukuglast, pa konveksan i na kraju splošten.
- Listići su slobodni, gusti, ponajviše crvenkaste boje, zatim tamnosmeđi poput čokolade, a pod starost gotovo crni.
- Stručak je visok od 3 do 6 centimetara, bijel, gladak, pun, malko zadebljan; u gornjem dijelu krpasto zarubljen i brzo prolazan bijeli vjenčić.
- Meso je bijelo, na prerezu dobiva crvenkasti dašak; miris i okus izvrsni.
- Spore su eliptične, smeđe boje, 5 - 9 x 6 μm.

## Stanište
Raste skupno ili pojedinačno od svibnja do kraja jeseni po livadama, pašnjacima, raznim torovima za stoku i kukuruzištima.    

## Upotrebljivost
Pečurka je jestiva, izvanredno ukusna gljiva, može se pripremati na razne načine.

## Sličnosti
Pečurka pripada u grupu Agaricusa kojih ima mnogo varijeteta (umbrina, radicata i tako dalje) i sve su redom izvanredno dobre za jelo. Ako se imalo pazi na navedene značajke, nije moguća zamjena s nekom otrovnicom, međutim, treba pripaziti da se ipak ne zamijeni otrovnom šumaricom (lat. Agaricus xanthoderma i varijetet meleagris), koje na uzdužnom prerezu stručka požute, osobito na bazi stručka.  

## Slike
|  |  |  |  |  |
|  |  |  |  |  |

## Sinonimi
- Agaricus campestris var. albus Peck 1884
- Agaricus campestris var. americana Speg. 1898
- Agaricus campestris var. bresadolae Istv.
- Agaricus campestris var. buchananii Peck 1884
- Agaricus campestris f. campestris L. 1753
- Agaricus campestris var. campestris L. 1753
- Agaricus campestris subsp. campestris L. 1753
- Agaricus campestris var. cortinatus Schulzer 1876
- Agaricus campestris var. desertorum Pat.
- Agaricus campestris var. elongatus Peck 1884
- Agaricus campestris var. equestris F.H. Møller Pilát 1951
- Agaricus campestris f. ferruginascens Bohus 1980
- Agaricus campestris var. flavescens J. Kickx f. 1835
- Agaricus campestris var. fuscopilosellus F.H. Møller 1952
- Agaricus campestris var. indicus Atri, Saini & A.K. Gupta 1991
- Agaricus campestris var. insignis Scalia 1900
- Agaricus campestris var. isabellinus F.H. Møller Pilát 1951
- Agaricus campestris var. lilacinus Pat. & R. Heim 1928
- Agaricus campestris var. majusculus Peck 1912
- Agaricus campestris var. maximus J. Drumm. ex Berk. 1845
- Agaricus campestris var. pratensis J. Kickx f. 1835
- Agaricus campestris var. praticola Fr. 1838
- Agaricus campestris f. purpurascens Britzelm. 1897
- Agaricus campestris subsp. robustissimus Panizzi
- Agaricus campestris var. rufescens Peck 1884
- Agaricus campestris var. singeri Atri, Saini & A.K. Gupta 1991
- Agaricus campestris var. squamulosus Rea Pilát 1951
- Agaricus campestris f. substerilis F.H. Møller F.H. Møller 1952
- Agaricus campestris var. umbrinus Peck 1884
- Agaricus campestris var. vaporarius Kromb. ex Fr. 1838
- Agaricus campestris var. varius J. Drumm. ex Berk. 1845
- Agaricus campestris subsp. villaticus Brond. Fr. 1838
- Agaricus campestris var. villaticus Brond. 1829
- Agaricus campestris var. xanthodermatoides Bohus 1983
- Agaricus praticola Vittad. 1835
- Agaricus setiger Fr. 1838
- Fungus campestris L. Kuntze 1898
- Fungus setiger Fr. Kuntze 1898
- Pluteus campestris L. Fr. 1836
- Pratella campestris L. Gray 1821
- Pratella campestris var. alba Gillet 1878
- Pratella campestris var. campestris L. Gray 1821
- Pratella campestris var. lutescens Gillet 1884
- Pratella campestris var. praticola Gillet 1878
- Pratella setigera Fr. Gillet 1878
- Psalliota campestris L. Quél. 1872
- Psalliota campestris f. campestris L. Quél. 1872
- Psalliota campestris var. campestris L. Quél. 1872
- Psalliota campestris var. cupreobrunnea Jul. Schäff. & Steer ex E. Müll. 1949
- Psalliota campestris var. equestris F.H. Møller 1950
- Psalliota campestris var. fuscopilosella F.H. Møller 1950
- Psalliota campestris var. isabellina F.H. Møller 1950
- Psalliota campestris var. nauseosa Kill. 1938
- Psalliota campestris var. pachypus Kobelt 1912
- Psalliota campestris var. praticola Fr. P. Kumm. 1871
- Psalliota campestris f. rugosa Barsak. 1939
- Psalliota campestris var. setigera Fr. Rick 1961
- Psalliota campestris var. squamulosa Rea 1932
- Psalliota campestris f. substerilis F.H. Møller 1950
- Psalliota flocculosa Rea 1932
- Psalliota villatica Brond. Bres. 1884
- Psalliota villatica var. roseola Rick 1961
- Psalliota villatica var. villatica Brond. Bres. 1884

## Vanjske poveznice
- Mushroom Observer (mushroomobserver.org), projekt posvećen identifikaciji gljiva
- An Aid to Mushroom Identification  Arhivirana inačica izvorne stranice od 26. srpnja 2009. (Wayback Machine), Simon's Rock College
- Online identifikacija jestivih gljiva
- Popis stranica s naputcima za identifikaciju  Arhivirana inačica izvorne stranice od 5. ožujka 2012. (Wayback Machine)
- identifikacija gljiva